# レオニード・シチェルバコフ
レオニード・シチェルバコフ（ロシア語: Леонид Михайлович Щербаков、1927年4月7日 - ）は、旧ソビエト連邦の陸上競技選手。1952年ヘルシンキオリンピックの銀メダリストである。

## 経歴
シチェルバコフは、三段跳の選手として、1950年、ブリュッセルで行われたヨーロッパ選手権において、15m39で、2位に40cm以上の大差をつけ金メダルを手にした。2年後のヘルシンキオリンピックでは、15m98とこれまでの世界記録（16m01）に迫る好記録を出し銀メダルを獲得した。（ブラジルのアデマール・ダ・シルバが16m12、16m22と、世界記録を連発し金メダルを獲得。）
1953年3月には、15m52を出し世界室内記録を更新。さらに同年7月19日にモスクワで16m23と、前年のオリンピックでダ・シルバが出した世界記録を1cm更新した。1954年には、ベルンで行われたヨーロッパ選手権において、15m90という記録で、2位の選手に73cmの大差をつけ圧勝した。1955年3月に、シチェルバコフの世界記録は、ダ･シルバによって更新された（16m56）ものの、翌1956年7月4日に、16m46の自己ベストをマーク。この記録は彼自身にとって10回目のソビエト新記録。7回目のヨーロッパ新記録であった。
そして、1956年メルボルンオリンピックでは、15m80で6位という結果に終わった。一方でダ･シルバは2連覇を達成した。
引退後はコーチとして活躍。1971年に三段跳で17m40の世界記録を樹立したキューバのペドロ・ペレスのコーチとしても知られている。

## 主な実績
| 年   | 大会                 | 場所                       | 種目   | 結果 | 記録  |
| ---- | -------------------- | -------------------------- | ------ | ---- | ----- |
| 1950 | ヨーロッパ陸上選手権 | ブリュッセル(ベルギー)     | 三段跳 | 1位  | 15m39 |
| 1952 | オリンピック         | ヘルシンキ(フィンランド)   | 三段跳 | 2位  | 15m98 |
| 1954 | ヨーロッパ陸上選手権 | ベルン(スイス)             | 三段跳 | 1位  | 15m90 |
| 1956 | オリンピック         | メルボルン(オーストラリア) | 三段跳 | 6位  | 15m50 |